# Escut de Montenegro
L'escut de Montenegro fou adoptat oficialment pel Parlament el 13 de juliol del 2004 i sancionat per la Constitució aprovada el 2 d'octubre del 2007. És el motiu central de la bandera estatal.

## Descripció
Es tracta d'una àguila bicèfala d'or amb les ales esteses linguada de gules que sosté amb l'urpa de la destra un ceptre també d'or i amb la de la sinistra un món d'atzur cintrat i creuat d'or, somada d'una corona reial d'or. Al pit, un escussó d'atzur amb filiera d'or carregat amb un lleó passant d'or sostingut damunt una cinta també d'or que el separa del peu de sinople.

## Història
L'àguila bicèfala és el senyal heràldic de la casa reial de Petrović-Njegoš, governant entre 1696 i 1918, d'orígens romans d'Orient, que simbolitza la unió de l'Església i l'Estat. Fou heretada directament de la dinastia montenegrina medieval de Crnojević, les armes de la qual eren una àguila bicèfala d'argent sobre camper de gules.
El lleó és un senyal de l'autoritat episcopal i té ressonàncies bíbliques amb el lleó de Judà; presenta semblances amb l'escut de Venècia, que tingué una influència considerable en la història montenegrina. Quan Montenegro va obtenir la independència al segle xvi va anar esdevenint una teocràcia per preservar la unitat enfront de les nombroses invasions turques, d'aquí els símbols religiosos. Amb l'establiment de la dinastia secular el 1851, el lleó es va col·locar sota l'àguila i l'escussó duia les inicials del governant, mentre que l'escut actual ha restaurat l'antiga posició del lleó dins l'escussó i ha conservat la corona reial, tot i tenir un règim republicà, semblantment al que han fet també Rússia, Bulgària, Geòrgia, Hongria o Sèrbia.
Durant el regnat de Nicolau I, a l'inici del segle xx l'àguila va passar a ser d'argent en comptes d'or i el camper de l'escussó era uniformement de gules. Aquesta seria la base per a l'escut que va adoptar Montenegro dins la Federació de Sèrbia i Montenegro (1993-2004).
Després de la Segona Guerra Mundial, quan Montenegro esdevingué una república federal de Iugoslàvia, l'escut va perdre els seus atributs heràldics històrics i es va fer segons el model socialista. Amb lleugeres variacions al llarg del temps, constava d'una corona de llorer i una estrella roja que emmarcaven la muntanya de Lovćen i, al darrere, unes ones que simbolitzaven l'accés de Montenegro a l'Adriàtic.

## Escuts utilitzats anteriorment

Escut del Principat de Montenegro, amb el mantell d'ermini i la corona de príncep (1905-1910)
Escut del Regne de Montenegro, amb el mantell d'ermini i la corona reial (1910-1918)
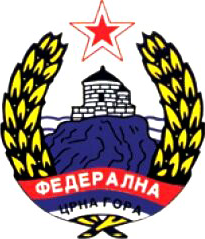
Escut de l'Estat Federal de Montenegro (1946-1947)
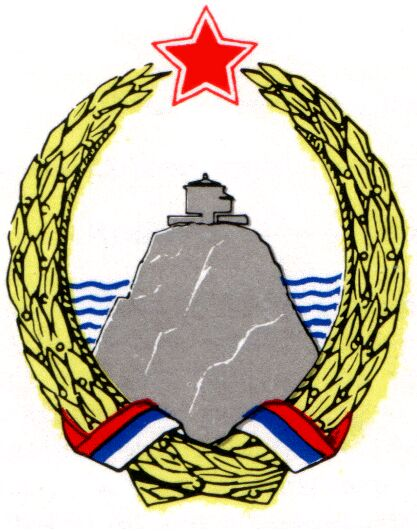
Escut de la República Popular de Montenegro (1947-1963)
Escut de la República Socialista de Montenegro (1963-1974)
Escut de la República Socialista de Montenegro (1974-1993)
Escut de la República Federal de Montenegro (1993-2004)